# Davy Klaassen
Davy Klaassen (Hilversum, Holanda Septentrional, Países Bajos, 21 de febrero de 1993) es un futbolista neerlandés que juega como centrocampista en el A. F. C. Ajax de la Eredivisie.

## Trayectoria
Debutó con el Ajax el 22 de noviembre de 2011, contra el Olympique de Lyon en la Liga de Campeones de la UEFA, ingresó en el minuto 85 y empataron 0 a 0.
Su primer gol lo convirtió el 27 de noviembre ante NEC, en su segundo partido como profesional, pero el primero en la Eredivisie, ingresó en el minuto 81 por Nicolás Lodeiro y anotó el 3 a 0 final un minuto después.

## Selección nacional

### Categorías inferiores
Ha sido internacional con la selección de Países Bajos en las categorías inferiores sub-16, sub-17, sub-19 y sub-21.

#### Participaciones en categorías inferiores
| Competición                               | Sede            | Resultado     | Partidos | Goles |
| ----------------------------------------- | --------------- | ------------- | -------- | ----- |
| Campeonato Europeo de la UEFA Sub-19 2011 | Rumania         | Ronda Élite   | 1        | 0     |
| Campeonato Europeo de la UEFA Sub-19 2012 | Estonia         | Ronda Élite   | 3        | 2     |
| Eurocopa Sub-21 de 2015                   | República Checa | Primera ronda | 2        | 0     |

### Absoluta
Fue convocado por primera vez a la selección mayor para jugar en la fecha FIFA de marzo. El entrenador Louis van Gaal lo mandó al campo por primera vez en un amistoso contra Francia el 5 de marzo de 2014, jugó los minutos finales con la camiseta número 20 en el Stade de France ante más de 78.200 espectadores y perdieron 2 a 0, se enfrentó a jugadores como Paul Pogba, Franck Ribéry, Olivier Giroud y Karim Benzema.
Luego no tuvo más oportunidades, y no jugó la Copa Mundial de Brasil 2014. Una vez finalizado el mundial, el nuevo entrenador de la selección, Guus Hiddink, lo citó para las fechas FIFA de septiembre y octubre, estuvo en el banco de suplentes en los 4 partidos que jugaron pero no ingresó.
Una lesión lo apartó de las canchas hasta fin de año pero para las fechas FIFA de marzo volvió a ser considerado.
El 31 de marzo de 2015 jugaron contra España, fue el primer encuentro en que fue titular, anotó su primer gol con la selección y ganaron 2 a 0.

#### Participaciones en absoluta
| Competición                    | Sede   | Resultado        | Partidos | Goles |
| ------------------------------ | ------ | ---------------- | -------- | ----- |
| Eurocopa 2020                  | Europa | Octavos de final | 0        | 0     |
| Copa Mundial de Fútbol de 2022 | Catar  | Cuartos de final | 4        | 1     |

#### Goles internacionales
| N.º | Fecha                   | Lugar                                       | Oponente        | Marcador | Resultado | Competición                         |
| --- | ----------------------- | ------------------------------------------- | --------------- | -------- | --------- | ----------------------------------- |
| 1.  | 31 de marzo de 2015     | Amsterdam Arena, Ámsterdam, Países Bajos    | España          | 2–0      | 2–0       | Amistoso                            |
| 2.  | 7 de octubre de 2016    | De Kuip, Róterdam, Países Bajos             | Bielorrusia     | 3–1      | 4–1       | Clasificación Mundial 2018          |
| 3.  | 9 de noviembre de 2016  | Amsterdam Arena, Ámsterdam, Países Bajos    | Bélgica         | 1–0      | 1–1       | Amistoso                            |
| 4.  | 4 de junio de 2017      | De Kuip, Róterdam, Países Bajos             | Costa de Marfil | 4–0      | 5–0       | Amistoso                            |
| 5.  | 24 de marzo de 2021     | Estadio Olímpico Atatürk, Estambul, Turquía | Turquía         | 1–3      | 2–4       | Clasificación Mundial 2022          |
| 6.  | 1 de septiembre de 2021 | Ullevaal Stadion, Oslo, Noruega             | Noruega         | 1–1      | 1–1       | Clasificación Mundial 2022          |
| 7.  | 7 de septiembre de 2021 | Amsterdam Arena, Ámsterdam, Países Bajos    | Turquía         | 1–0      | 6–1       | Clasificación Mundial 2022          |
| 8.  | 8 de octubre de 2021    | Estadio Daugava, Riga, Letonia              | Letonia         | 0–1      | 0-1       | Clasificación Mundial 2022          |
| 9.  | 11 de junio de 2022     | De Kuip, Róterdam, Países Bajos             | Polonia         | 1–2      | 2–2       | Liga de Naciones de la UEFA 2022-23 |
| 10. | 21 de noviembre de 2022 | Estadio Al Thumama, Doha, Catar             | Senegal         | 2–0      | 2–0       | Mundial 2022                        |

## Estadísticas

### Clubes
Actualizado al 18 de mayo de 2025.
| Club                             | Div.          | Temporada     | Liga  | Liga  | Copas nacionales | Copas nacionales | Torneos internacionales | Torneos internacionales | Total | Total |
| Club                             | Div.          | Temporada     | Part. | Goles | Part.            | Goles            | Part.                   | Goles                   | Part. | Goles |
| -------------------------------- | ------------- | ------------- | ----- | ----- | ---------------- | ---------------- | ----------------------- | ----------------------- | ----- | ----- |
| Ajax de Ámsterdam · Países Bajos | 1.ª           | 2011-12       | 4     | 1     | 1                | 0                | 3                       | 0                       | 8     | 1     |
| Ajax de Ámsterdam · Países Bajos | 1.ª           | 2012-13       | 2     | 0     | 1                | 0                | 0                       | 0                       | 3     | 0     |
| Ajax de Ámsterdam · Países Bajos | 1.ª           | 2013-14       | 26    | 10    | 5                | 0                | 5                       | 1                       | 36    | 11    |
| Ajax de Ámsterdam · Países Bajos | 1.ª           | 2014-15       | 30    | 6     | 4                | 0                | 10                      | 2                       | 44    | 8     |
| Ajax de Ámsterdam · Países Bajos | 1.ª           | 2015-16       | 31    | 13    | 0                | 0                | 10                      | 2                       | 41    | 15    |
| Ajax de Ámsterdam · Países Bajos | 1.ª           | 2016-17       | 33    | 14    | 0                | 0                | 17                      | 6                       | 50    | 20    |
| Everton F. C. Inglaterra         | 1.ª           | 2017-18       | 7     | 0     | 1                | 0                | 8                       | 0                       | 16    | 0     |
| Everton F. C. Inglaterra         | Total club    | Total club    | 7     | 0     | 1                | 0                | 8                       | 0                       | 16    | 0     |
| Werder Bremen · Alemania         | 1.ª           | 2018-19       | 33    | 5     | 5                | 2                | —                       | —                       | 38    | 7     |
| Werder Bremen · Alemania         | 1.ª           | 2019-20       | 35    | 7     | 4                | 2                | —                       | —                       | 39    | 9     |
| Werder Bremen · Alemania         | 1.ª           | 2020-21       | 3     | 0     | 1                | 0                | —                       | —                       | 4     | 0     |
| Werder Bremen · Alemania         | Total club    | Total club    | 71    | 12    | 10               | 4                | —                       | —                       | 81    | 16    |
| Ajax de Ámsterdam · Países Bajos | 1.ª           | 2020-21       | 29    | 12    | 5                | 1                | 12                      | 3                       | 46    | 16    |
| Ajax de Ámsterdam · Países Bajos | 1.ª           | 2021-22       | 31    | 9     | 6                | 1                | 7                       | 1                       | 44    | 11    |
| Ajax de Ámsterdam · Países Bajos | 1.ª           | 2022-23       | 33    | 8     | 6                | 1                | 7                       | 1                       | 46    | 10    |
| Ajax de Ámsterdam · Países Bajos | 1.ª           | 2023-24       | 2     | 1     | ―                | ―                | 2                       | 0                       | 4     | 1     |
| Inter de Milán · Italia          | 1.ª           | 2023-24       | 13    | 0     | 1                | 0                | 4                       | 0                       | 18    | 0     |
| Inter de Milán · Italia          | Total club    | Total club    | 13    | 0     | 1                | 0                | 4                       | 0                       | 18    | 0     |
| Ajax de Ámsterdam · Países Bajos | 1.ª           | 2024-25       | 31    | 8     | 1                | 0                | 3                       | 0                       | 35    | 8     |
| Ajax de Ámsterdam · Países Bajos | Total club    | Total club    | 252   | 82    | 29               | 3                | 76                      | 16                      | 357   | 101   |
| Total carrera                    | Total carrera | Total carrera | 343   | 94    | 41               | 7                | 88                      | 16                      | 472   | 117   |
| 1. 2. 3.                         |               |               |       |       |                  |                  |                         |                         |       |       |

### Selección nacional
| Selección    | Año   | Partidos | Goles |
| ------------ | ----- | -------- | ----- |
| Países Bajos | 2014  | 1        | 0     |
| Países Bajos | 2015  | 3        | 1     |
| Países Bajos | 2016  | 7        | 2     |
| Países Bajos | 2017  | 5        | 1     |
| Países Bajos | 2020  | 3        | 0     |
| Países Bajos | 2021  | 12       | 4     |
| Países Bajos | 2022  | 5        | 2     |
| Total        | Total | 36       | 10    |

## Palmarés

### Títulos nacionales
| Título                        | Club              | País         | Año  |
| ----------------------------- | ----------------- | ------------ | ---- |
| Eredivisie                    | Ajax de Ámsterdam | Países Bajos | 2012 |
| Eredivisie                    | Ajax de Ámsterdam | Países Bajos | 2013 |
| Supercopa de los Países Bajos | Ajax de Ámsterdam | Países Bajos | 2013 |
| Eredivisie                    | Ajax de Ámsterdam | Países Bajos | 2014 |
| Copa de los Países Bajos      | Ajax de Ámsterdam | Países Bajos | 2021 |
| Eredivisie                    | Ajax de Ámsterdam | Países Bajos | 2021 |
| Eredivisie                    | Ajax de Ámsterdam | Países Bajos | 2022 |
| Supercopa de Italia           | Inter de Milán    | Italia       | 2023 |
| Serie A                       | Inter de Milán    | Italia       | 2024 |

### Distinciones individuales
| Distinción                                       | Año  |
| ------------------------------------------------ | ---- |
| Deportista del año de Hilversum                  | 2013 |
| Talento neerlandés del Año (Johan Cruijff Prijs) | 2014 |
| Futbolista del año en los Países Bajos           | 2016 |